# 格奈烏斯·馬奇烏斯·科利奧蘭納斯

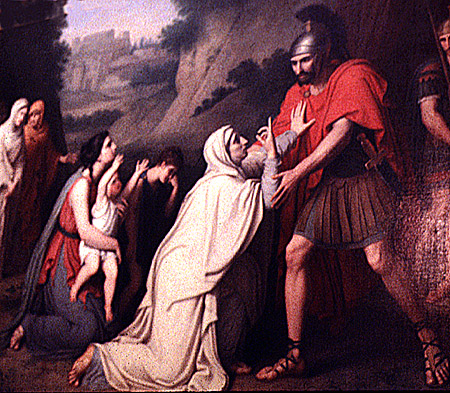
加斯巴·蘭迪《在科利奧蘭納斯腳下的維多妮亞》

格奈烏斯(或蓋烏斯)·馬奇烏斯·科利奧蘭納斯（拉丁語：Gnaeus (or Gaius) Marcius Coriolanus；約前527年—約前488年），又译馬修斯·科瑞歐拉努斯，羅馬將領、元老院領導人。原名格奈烏斯·馬奇烏斯。他因在科瑞歐利戰爭表現英勇，被冠上尊號「科利奧蘭納斯」，意思是征服科瑞歐利的人。他四處討伐鄰近城邦，反而引起羅馬內亂，因而遭到放逐，結果在求助敵國時被殺。
在之後的古代時間裏，科利奧蘭納斯被普遍接受為真實存在過的歷史人物。李維、普魯塔克、哈利卡納蘇斯的戴歐尼修斯等著名歷史學家都曾一致地複述科利奧蘭納斯的生平故事。但比較近代的學術研究指出，科利奧蘭納斯是否在歷史上真實存在過，有值得爭議之處。流傳下來的描述可能完全是傳說，或至少，當中的部分內容，以及事件的發生時間，都看來不太準確，值得商榷。
按普魯塔克描述，科利奧蘭納斯的祖先，包括了著名貴族肯索里努斯，甚至早期的羅馬國王。
格奈烏斯·馬奇烏斯·科利奧蘭納斯是威廉·莎士比亚悲劇作品《科利奧蘭納斯》的主人翁。除此之外，還有不少作品建基於他的故事，當中包括貝多芬的科里奧蘭序曲(不是以沙士比亞的戲劇作為藍本，而是根據約瑟夫·馮·科林的劇作來創作的)。

## 傳記的共識部分

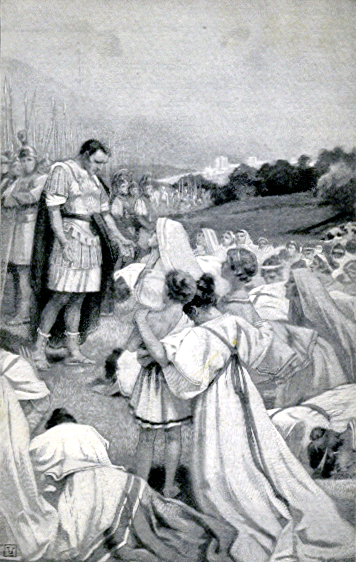
科利奧蘭納斯的母親懇求兒子不要圍困羅馬

### 名字
傳統上，科利奧蘭納斯的名字是格奈烏斯；這個名字由歷史學家李維及其後的拉丁作家所使用。但另一方面，希臘作家哈利卡納蘇斯稱他為蓋烏斯，此名字 由普魯塔克以及之後的莎士比亞所使用。奧吉爾提出哈利卡納蘇斯之所以使用了蓋烏斯這個名字，可能是因為他跟隨了的編年史學家李錫尼·馬塞爾.

### 科瑞歐利包圍戰
科利奧蘭納斯仍是年輕人的時候，已成名於公元前493年羅馬對沃爾西人城鎮科瑞歐利的包圍戰。當時，他加入了羅馬執政官Postumus Cominius的軍隊。戰爭期間，正當羅馬人集中於包圍戰時，一群由Antium過來的沃爾西士兵到達，並攻擊羅馬人，同時，科瑞歐利的沃爾西士兵亦展開突擊。馬薜思注意到沃爾西人的突擊，迅速集結了一小隊羅馬軍士，反擊從科瑞歐利出擊的沃爾西人。馬其烏斯不單止擊退了敵人，而且猛衝並穿過城門，然後縱火焚燒與城牆毗鄰的幾間房屋。科瑞歐利的居民因此喊叫起來，整個沃爾西軍隊隨後就喪失了士氣，被羅馬人打敗了。城鎮被攻佔，馬薜思亦因此獲得了羅馬姓氏"科利奧蘭納斯"。

### 衝突與放逐
公元前491年，即科利奧蘭納斯打贏了沃爾西人的兩年後，羅馬仍在努力恢復短缺中的穀物供應。由於大量穀物成功從西西里入口，元老院為此展開了穀物應該如何分配給平民的辦論。科利奧蘭納斯提倡，穀物應該給予，於公元前494年第一次平民撤離運動中，沒有參與護民政治改革的羅民人民。
元老院認為科利奧蘭納斯的提議太過嚴格殘酷，民眾亦因為這項提議而激動憤怒起來，護民官為此安排了審訊科利奧蘭納斯。元老們為他爭取無罪判決，或至少是寬大處理的判決。不過，科利奧蘭納斯拒絕出席審訊，他結果被宣判有罪。

### 叛變並逃往沃爾西
科利奧蘭納斯於放逐期間逃離到沃爾西，他獲得沃爾西人友善地接納和對待，並且被安排隸屬於沃爾西人的領袖阿提烏斯‧圖盧斯‧奧菲迪烏斯。

## 文化影响
科利奧蘭納斯是莎士比亞最後一部“羅馬劇作”。

## 外部連結
- 普鲁塔克《比较列传》：
  - The Life of Coriolanus （页面存档备份，存于） Full text of 17th-century English translation by John Dryden (HTML)
  - The Life of Coriolanus （页面存档备份，存于） Full text of 19th-century English translation by Aubrey Stewart and George Long (multiple formats for download)
- Coriolanus Full text of Shakespeare's play based on Plutarch (HTML)
- Coriolanus （页面存档备份，存于） Article on Steven Berkoff's production of Shakespeare's play
- Livius.org （页面存档备份，存于） Article on Coriolanus
- Royal Shakespeare Company （页面存档备份，存于） RSC page on the play
- . . 1879.
- .  7 (第11版). London: 154. 1911.